# Jesco von Puttkamer (Politiker)

Jesko von Puttkamer

Franz Ewald Jesco von Puttkamer (* 26. August 1841 in Berlin; † 11. September 1918 in Nippoglense) war ein preußischer Verwaltungsjurist und Politiker.

## Familie
Jesco stammte aus der pommerschen uradligen Familie Puttkamer und war Sohn des Juristen und Politikers Eugen von Puttkamer, der von 1851 bis 1860 Oberpräsident der Provinz Posen war, und dessen erster Ehefrau Emilie von Zitzewitz (1803–1852).
Am 16. November 1866 heiratete er seine erste Ehefrau Eva von Krockow (1843–1898). Seine zweite Ehefrau Helene Freudenfeld (geschiedene Fließbach) (1863–1918) heiratete er am 16. Juli 1901.
Aus der ersten Ehe gingen folgende Kinder hervor:
- Otto (1867–1927) 1900 ⚭ Sophie von Zitzewitz (1879–1930)
- Elisabeth (1869–1938) 1892 ⚭ Eberhard von der Lancken (1849–1918), preußischer Generalleutnant
- Jesco (1872–1943) 1898 ⚭ Regina Gräfin Finck von Finckenstein (1878–1937)

## Leben
Puttkamer bestand die Abiturprüfung in Wittenberg und studierte Rechtswissenschaften in Heidelberg und Berlin. Danach trat er in den preußischen Staatsdienst ein. Er war 1869 Regierungsassessor in Potsdam. Er nahm als Soldat an den Kriegen von 1866 und 1870/71 teil. Sein höchster militärischer Rang war Major der Reserve. Ab 1872 war er Landrat des Kreises Lübben. Im Jahr 1881 wurde er zum preußischen Landesdirektor von Waldeck-Pyrmont in Arolsen ernannt. Als solcher war er auch Beauftragter dieses Landes beim Bundesrat. Zwischen 1884 und 1888 war er Regierungsvizepräsident und stellvertretender Oberpräsident in Koblenz, 1888 bis 1890 Regierungspräsident in Koblenz. Zwischen 1890 und 1902 war er Regierungspräsident in Frankfurt an der Oder. Als er 1896 für die fakultative Zivilehe eintrat, wurde er dafür getadelt. Er erbte die Rittergüter Nippoglense und Gallensow im Kreis Stolp. Den Besitz wandelte er in einen Fideikommiss um.
Zwischen 1877 und 1881 war Puttkamer Mitglied des Reichstages. Von 1889 bis 1891 gehörte er als Mitglied der Deutschkonservativen Partei dem Preußischen Abgeordnetenhaus an. Er war Vorsitzender der Familiengenossenschaft. Auf Präsentation des Verbandes des Pommerschen Geschlechts von Puttkamer wurde Jesco von Puttkamer 1905 zum Mitglied des Preußischen Herrenhauses auf Lebenszeit berufen.
Puttkamer war ab 1900 Corpsschleifenträger der Saxo-Borussia.